# HD11472
HD11472 є подвійною зорею. 
Дана подвійна система має видиму зоряну величину в смузі V приблизно 9,1.

## Подвійна зоря
Головна зоря цієї системи належить до хімічно пекулярних зір й має спектральний клас F3.
В той же час спектральний клас іншої компоненти залишається  ще не визначеним.